# Kanton Causse-Comtal
Der Kanton Causse-Comtal ist ein französischer Wahlkreis im Département Aveyron in der Region Okzitanien. Er umfasst sieben Gemeinden in den Arrondissements Millau und Rodez. Durch die landesweite Neuordnung der französischen Kantone wurde er 2015 neu geschaffen.

## Gemeinden
Der Kanton besteht aus sieben Gemeinden mit insgesamt 12.324 Einwohnern (Stand: 1. Januar 2022) auf einer Gesamtfläche von 272,32 km²:
| Gemeinde             | Einwohner 1. Januar 2022 | Fläche km² | Dichte Einw./km² | Code INSEE | Postleitzahl | Arrondissement |
| -------------------- | ------------------------ | ---------- | ---------------- | ---------- | ------------ | -------------- |
| Agen-d’Aveyron       | 1.120                    | 22,35      | 50               | 12001      | 12630        | Millau         |
| Bozouls              | 3.006                    | 69,69      | 43               | 12033      | 12340        | Rodez          |
| Gabriac              | 558                      | 25,54      | 22               | 12106      | 12340        | Rodez          |
| La Loubière          | 1.529                    | 28,71      | 53               | 12131      | 12740        | Rodez          |
| Montrozier           | 1.748                    | 46,78      | 37               | 12157      | 12630        | Rodez          |
| Rodelle              | 1.097                    | 53,43      | 21               | 12201      | 12340        | Rodez          |
| Sébazac-Concourès    | 3.266                    | 25,82      | 126              | 12264      | 12740        | Rodez          |
| Kanton Causse-Comtal | 12.324                   | 272,32     | 45               | 1203       | –            | –              |

## Politik
| Vertreter im Departementrat | Vertreter im Departementrat      | Vertreter im Departementrat |
| Amtszeit                    | Namen                            | Partei                      |
| --------------------------- | -------------------------------- | --------------------------- |
| 2015–                       | Magali Bessaou Jean-Luc Calmelly | DVD                         |